# Змеиная башня
Торре делла Серпе, или Змеиная башня (итал. Torre della Serpe) — памятник архитектуры, часть древней крепостной стены во Флоренции. Находится на проспекте Братьев Росселли, посреди самой оживлённой трассы городской кольцевой дороги.
В средние века имела оборонительное значение. Из башни вёл подземный ход к тайной двери в стене, которой пользовался караул крепости. В этом месте крепостная стена образовывала угол, поэтому стены башни изогнуты под прямым углом в направлении реки Арно, через которую вел переход к башне Святой Розы. Некогда область между башней и рекой назвали «Сардиньей», то есть «смрадной», «вонючей» из-за находившейся здесь свалки мусора и трупов животных.
Структура памятника довольно проста с оригинальной зубчатой короной. Название происходит от известного начальника караула башни по прозванию «Змея».
Ныне следы древней стены, которая защищала северный берег Арно, видны на западе от башни. Рядом были ещё одни ворота, Портиччола, которые были разрушены во время строительства дороги. Ныне на их месте стоит здание консульства США.